# Chiesa di San Bernardo della Compagnia
La chiesa di San Bernardo della Compagnia, anche nota come San Bernardo alla Colonna Traiana o San Bernardo al Foro Traiano, era una piccola chiesa di Roma che sorgeva nei pressi della colonna Traiana ed era dedicata a san Bernardo di Chiaravalle.

## Storia
La questione della datazione della chiesa è piuttosto complessa. Ottavio Panciroli e Carlo Bartolomeo Piazza affermavano che era stata fondata nel 1318, mentre per Pietro Martire Felini e Gaetano Moroni il luogo di culto sarebbe stato costruito nel 1368. Si ritiene che venne costruita nel 1418 da Francesco dei Foschi, appartenente ai Foschi, una famiglia nobiliare di Roma, nei pressi della sua casa che sorgeva nelle vicinanze della colonna Traiana, durante il pontificato di Martino V (1417–1431).
Dopo che la chiesa venne ultimata, Francesco vi trasferì una confraternita di laici e di preti provenienti dal complesso delle Tre Fontane al di fuori di Porta San Paolo. Annesso alla chiesa c'era un giardino nel quale venne realizzato un piccolo cimitero per la confraternita, alla quale Francesco lasciò tutto il suo patrimonio nel 1440. Nel suo testamento, egli stabilì che ogni domenica, per due giorni, venissero distribuiti gratuitamente dei viveri per quaranta famiglie di poveri. Nei giorni di festa, i frati si riunivano nella chiesa per pregare di fronte a un'icona della Vergine che in precedenza si trovava nell'oratorio di San Lorenzo in Laterano e che venne donata alla confraternita nel 1430, al tempo di Eugenio IV.

## Demolizione

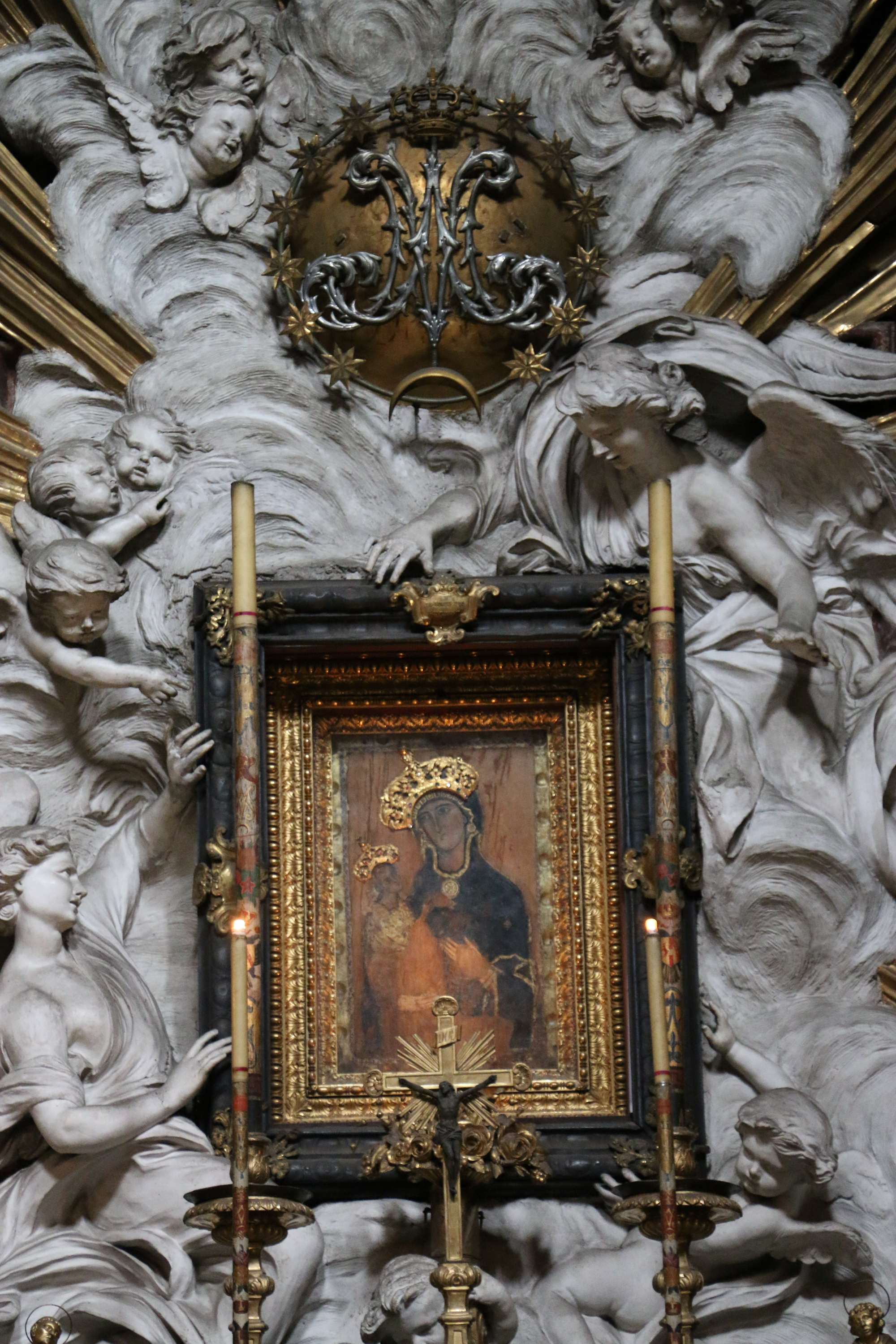
L'icona mariana proveniente dalla chiesa di San Bernardo, oggi situata nella chiesa del Santissimo Nome di Maria

All'antica compagnia di San Bernardo (che nel XVII secolo si era quasi estinta) ne succedette un'altra, dedicata al Santissimo Nome di Maria, nata dopo la vittoria degli eserciti cristiani contro i Turchi Ottomani il 12 settembre del 1683. Quest'associazione iniziò a riunirsi nella chiesa di Santo Stefano del Cacco sotto la guida di un pio abate silvestrino, Giuseppe Bianchi, per ricordare la liberazione di Vienna. Il 30 settembre del 1694, i frati lasciarono la chiesa di Santo Stefano del Cacco e si trasferirono in quella di San Bernardo, ma ben presto abbandonarono la nuova sede perché si era rivelata troppo piccola per le loro attività. Pertanto, la compagnia fece innalzare la chiesa del Santissimo Nome di Maria tra il 1736 e il 1741. Nel 1748, la chiesa di San Bernardo venne demolita.
L'icona venerata della Vergine era stata trasferita nella chiesa del Santissimo Nome di Maria nel 1741, e oggi si trova sull'altare maggiore. Nella chiesa si trova l'iscrizione seguente: FRANCESCO FUSCO / HUIUS ECCLESIAE ET SOCIETATIS / SANC- TI BERNARDI FUND / HIC IACET / ANNO MCCCLXVIII ("Francesco dei Foschi fondatore della sua chiesa e società qui giace, nell'anno 1368). La lapide riporta la data "1368", ma secondo un'ipotesi potrebbe trattarsi di un errore dello scultore.
Nella chiesa odierna è presente un altare dedicato a san Bernardo e una via nei paraggi porta ancora oggi il nome di "vicolo di San Bernardo" in memoria della chiesa scomparsa.